# Ute Prechtl
Ute Prechtl geborene Erdmann (geboren im 20. Jahrhundert) ist deutsche Staatsbürgerin und war von 1995 bis 2012 Richterin am Verfassungsgerichtshof für das Land Baden-Württemberg als Mitglied ohne Befähigung zum Richteramt.

## Leben

### Richterin am Staatsgerichtshof für das Land Baden-Württemberg
Am 20. Juli 1995 wurde Prechtl mit 68 von 90 Stimmen vom Landtag Baden-Württemberg als Nachfolgerin der zurückgetretenen Ingrid Haasis-Blank zur Richterin des Staatsgerichtshofs für das Land Baden-Württemberg (seit 1915 Verfassungsgerichtshof für das Land Baden-Württemberg) in der Gruppe der Mitglieder ohne Befähigung zum Richteramt gewählt. Ihr Stellvertreter in dieser Wahlperiode war Günter Altner.
Am 25. Juni 2003 erfolgte die Wiederwahl mit 89 von 93 Stimmen. Stellvertreterin in dieser Wahlperiode war Rita Grießhaber. In beiden Fällen handelte es sich um einen gemeinsamen Wahlvorschlag der Landtagsfraktionen CDU, SPD, FDP/DVP und Bündnis 90/Die Grünen.
Sie amtierte bis 2012.

### Engagement
Ute Prechtl engagiert sich für den Bessarabiendeutschen Verein.

### Privates
Ute Prechtl war verheiratet mit Manfred Prechtl (gest. 1. Februar 2013). Er war langjähriger Sprecher des Vorstandes und später Vorstandsvorsitzender der Baden-Württembergischen Bank AG. Manfred Prechtl war gebürtiger Stuttgarter und CDU-Mitglied. Ute Prechtls Mutter war Alma Ellwanger, verwitwete Erdmann.